# Carboners de Dalt
Carboners de Dalt és una masia situada al municipi d'Avinyó a la comarca catalana del Bages.